# Kimmo Koskinen
Kimmo Tapio Koskinen (* 11. März 1948 in Tampere) ist ein ehemaliger finnischer Eisschnellläufer.

## Werdegang
Koskinen, der für den Lahden Reipas aus Lahti startete, nahm von 1960 bis 1972 an nationalen Wettbewerben teil und wurde dabei im Jahr 1967 finnischer Juniorenmeister im Kleinen Vierkampf. International startete er erstmals in der Saison 1967/68. Dabei kam er bei der Mehrkampfeuropameisterschaft 1968 in Oslo auf den 11. Platz und bei den Mehrkampfweltmeisterschaft 1968 in Göteborg auf den 16. Rang im Großen Vierkampf. Beim Saisonhöhepunkt, den Olympischen Winterspielen im Februar 1968 in Grenoble, nahm er an allen vier Läufen teil. Dabei belegte er den 23. Platz über 500 m, den 18. Rang über 1500 m, den 14. Platz über 10.000 m und den neunten Rang über 5000 m. Im Jahr 1969 wurde er bei der Mehrkampfeuropameisterschaft in Inzell Neunter und bei der Mehrkampfweltmeisterschaft in Deventer jeweils Elfter im Großen Mehrkampf. Nach Platz neun bei der Mehrkampfeuropameisterschaft 1970 in Innsbruck zu Beginn der Saison 1969/70, belegte er bei der Mehrkampfweltmeisterschaft 1970 in Oslo den 12. Platz im Großen Mehrkampf und bei der Sprintweltmeisterschaft 1970 in West Allis den 30. Rang. Im folgenden Jahr erreichte er bei der Mehrkampfeuropameisterschaft in Heerenveen den 19. Platz und bei der Mehrkampfweltmeisterschaft in Göteborg den 21. Rang im Großen Mehrkampf. In seiner letzten internationalen Saison 1971/72 lief er bei der Mehrkampfeuropameisterschaft 1972 in Davos auf den 11. Platz und bei der Mehrkampfweltmeisterschaft 1972 in Oslo auf den neunten Rang im Großen Mehrkampf. Beim Saisonhöhepunkt, den Olympischen Winterspielen 1972 in Sapporo, belegte er den 11. Platz über 5000 m, den zehnten Rang über 1500 m und den siebten Platz über 10.000 m. Bei finnischen Meisterschaften siegte er viermal im Großen Vierkampf (1969–1972), jeweils dreimal über 1500 m (1968–1970) und 10.000 m (1968–1970), zweimal über 5000 m (1969, 1970) und jeweils einmal über 500 m (1967) sowie 1000 m (1970).

## Erfolge

### Olympische Spiele
- 1968 Grenoble: 9. Platz 5000 m, 14. Platz 10.000 m, 18. Platz 1500 m, 23. Platz 500 m
- 1972 Sapporo: 7. Platz 10.000 m, 10. Platz 1500 m, 11. Platz 5000 m

### Mehrkampf-Weltmeisterschaften
- 1968 Göteborg: 16. Platz Großer Vierkampf
- 1969 Deventer: 11. Platz Großer Vierkampf
- 1970 Oslo: 12. Platz Großer Vierkampf
- 1971 Göteborg: 21. Platz Großer Vierkampf
- 1972 Oslo: 9. Platz Großer Vierkampf

### Sprint-Weltmeisterschaften
- 1970 West Allis: 30. Platz Sprint-Mehrkampf

### Mehrkampf-Europameisterschaften
- 1968 Oslo: 11. Platz Großer Vierkampf
- 1969 Inzell: 11. Platz Großer Vierkampf
- 1970 Innsbruck: 9. Platz Großer Vierkampf
- 1971 Heerenveen: 19. Platz Großer Vierkampf
- 1972 Davos: 11. Platz Großer Vierkampf

## Persönliche Bestzeiten
| Disziplin | Zeit         | Datum           | Ort               |
| --------- | ------------ | --------------- | ----------------- |
| 500 m     | 39,90 s      | 16. Januar 1972 | Davos             |
| 1000 m    | 1:22,20 min  | 10. März 1969   | Joensuu           |
| 1500 m    | 2:01,50 min  | 7. Januar 1972  | Davos             |
| 3000 m    | 4:21,60 min  | 7. Januar 1972  | Davos             |
| 5000 m    | 7:22,10 min  | 27. Januar 1970 | Cortina d’Ampezzo |
| 10.000 m  | 15:38,87 min | 7. Februar 1972 | Sapporo           |